# 日本スポーツチャンバラ協会
公益社団法人日本スポーツチャンバラ協会（にっぽんスポーツチャンバラきょうかい、英語: Japan Sports Chanbara Association）は、日本におけるスポーツチャンバラ競技を統括し、指導員及び審判員養成講習会、競技会の開催を通じて、スポーツチャンバラを促進するために活動する公益法人、国内競技連盟。日本スポーツ協会、日本レクリエーション協会、国際スポーツチャンバラ協会に加盟している。

## 沿革
- 1971年 - 田邊哲人 『護身道』刊行。護身道という形で発祥。
- 1973年4月1日 - 全日本護身道連盟を設立
- 1990年 - 国際スポーツチャンバラ協会を設立、下部組織として日本スポーツチャンバラ協会に改称
- 2005年 - 全国少年少女大会が国の推進事業である「スポーツ拠点づくり推進事業」に選定
- 2006年10月10日 - 社団法人化（文部科学省所管）
- 2011年2月22日 - 公益社団法人化（内閣総理大臣認定）
- 2012年6月 - 日本体育協会（のちの日本スポーツ協会）に加盟[1]。